# Ludmyła Olanowśka
Ludmyła Olanowśka (ur. 20 lutego 1993) – ukraińska lekkoatletka specjalizująca się w chodzie sportowym.
W 2011 zajęła 7. miejsce na juniorskich mistrzostwach Europy w Tallinnie. Czwarta zawodniczka mistrzostw świata juniorów w chodzie na 10 000 metrów (2012). Rok później sięgnęła po srebrny medal młodzieżowych mistrzostw Europy oraz zajęła 12. miejsce podczas mistrzostw świata w Moskwie. W 2014 została w Zurychu wicemistrzynią Europy. W 2015 roku zajęła trzecie miejsce na mistrzostwach świata w Pekinie.
Złota medalistka mistrzostw Ukrainy oraz reprezentantka kraju w pucharze świata, pucharze Europy, drużynowych mistrzostwach świata i drużynowych mistrzostwach Europy w chodzie sportowym.

## Osiągnięcia
| Rok  | Impreza                                          | Miejsce              | Konkurencja                 | Lokata      | Wynik    |
| ---- | ------------------------------------------------ | -------------------- | --------------------------- | ----------- | -------- |
| 2011 | Puchar Europy w chodzie sportowym                | Olhão da Restauração | chód na 10 km (juniorek)    | –           | DNF      |
| 2011 | Mistrzostwa Europy juniorów                      | Tallinn              | chód na 10 000 m            | 7. miejsce  | 49:45,32 |
| 2012 | Puchar świata w chodzie sportowym                | Sarańsk              | chód na 10 km (juniorek)    | 5. miejsce  | 46:35    |
| 2012 | Mistrzostwa świata juniorów                      | Barcelona            | chód na 10 000 m            | 4. miejsce  | 45:53,50 |
| 2013 | Puchar Europy w chodzie sportowym                | Dudince              | chód na 20 km               | 7. miejsce  | 1:32:30  |
| 2013 | Młodzieżowe mistrzostwa Europy                   | Tampere              | chód na 20 km               | 2. miejsce  | 1:30:37  |
| 2013 | Mistrzostwa świata                               | Moskwa               | chód na 20 km               | 12. miejsce | 1:30:48  |
| 2014 | Puchar świata w chodzie sportowym                | Taicang              | chód na 20 km               | 7. miejsce  | 1:27:27  |
| 2014 | Mistrzostwa Europy                               | Zurych               | chód na 20 km               | 2. miejsce  | 1:28:07  |
| 2015 | Puchar Europy w chodzie sportowym                | Murcja               | chód na 20 km               | 7. miejsce  | 1:27:09  |
| 2015 | Mistrzostwa świata                               | Pekin                | chód na 20 km               | 3. miejsce  | 1:28:13  |
| 2021 | Drużynowe mistrzostwa Europy w chodzie sportowym | Podiebrady           | chód na 20 km               | 8. miejsce  | 1:29:56  |
| 2021 | Igrzyska olimpijskie                             | Tokio                | chód na 20 km               | 43. miejsce | 1:40:20  |
| 2022 | Mistrzostwa świata                               | Eugene               | chód na 20 km               | –           | DNF      |
| 2022 | Mistrzostwa Europy                               | Monachium            | chód na 20 km               | 4. miejsce  | 1:29:46  |
| 2023 | Drużynowe mistrzostwa Europy w chodzie sportowym | Podiebrady           | chód na 20 km               | 4. miejsce  | 1:29:58  |
| 2023 | Mistrzostwa świata                               | Budapeszt            | chód na 20 km               | 11. miejsce | 1:29:36  |
| 2024 | Drużynowe mistrzostwa świata w chodzie sportowym | Antalya              | sztafeta mieszana w chodzie | 22. miejsce | 3:05:55  |
| 2024 | Mistrzostwa Europy                               | Rzym                 | chód na 20 km               | 3. miejsce  | 1:28:48  |
| 2024 | Igrzyska olimpijskie                             | Paryż                | chód na 20 km               | 14. miejsce | 1:29:55  |
| 2024 | Igrzyska olimpijskie                             | Paryż                | sztafeta mieszana w chodzie | 17. miejsce | 3:01:50  |
| 2025 | Drużynowe mistrzostwa Europy w chodzie sportowym | Podiebrady           | chód na 20 km               | 1. miejsce  | 1:27:56  |

## Rekordy życiowe
- Chód na 5000 metrów – 20:15,71 (2014) rekord Ukrainy
- Chód na 5000 metrów (hala) – 20:26,26 (2025) rekord Ukrainy
- Chód na 10 000 metrów – 41:42,5 (2014)
- Chód na 10 kilometrów – 42:01 (2015)
- Chód na 20 kilometrów – 1:27:09 (2015) rekord Ukrainy